# ویاچسلاو جاوانیان
ویاچسلاو جاوانیان (انگلیسی: Viatcheslav Djavanian؛ زادهٔ ۵ آوریل ۱۹۶۹) یک دوچرخه‌سوار بازنشسته اهل ارمنستان-روسیه است  که فاتح تور دوچرخه‌سواری لهستان در سال ۱۹۹۶ شد.